# Victor Langellotti
Victor Langellotti (Mónaco, 7 de junio de 1995) es un ciclista monegasco que milita en el INEOS Grenadiers. Debutó como profesional con el equipo Burgos-BH en 2018.

## Palmarés
2022
- 1 etapa de la Vuelta a Portugal

2023
- 1 etapa del Tour de Turquía

2025
- 1 etapa del Tour de Polonia

## Resultados en Grandes Vueltas y Campeonatos del Mundo
| Carrera         | Carrera         | 2018 | 2019 | 2020 | 2021 | 2022 | 2023 | 2024 | 2025 |
| --------------- | --------------- | ---- | ---- | ---- | ---- | ---- | ---- | ---- | ---- |
|                 | Giro de Italia  | —    | —    | —    | —    | —    | ―    | —    | —    |
|                 | Tour de Francia | —    | —    | ―    | —    | —    | —    | —    | —    |
|                 | Vuelta a España | ―    | —    | ―    | ―    | Ab.  | —    | —    | —    |
| Mundial en Ruta | Mundial en Ruta | —    | —    | —    | —    | —    | Ab.  | Ab.  | —    |

—: no participa

Ab.: abandono

## Equipos
- Burgos-BH (2018-2024)
- INEOS Grenadiers (2025-)